# イオンモール新小松
イオンモール新小松（イオンモールしんこまつ）は、石川県小松市清六町にあるイオンモールの大型ショッピングセンターである。県内では2008年（平成20年）に開業したイオンモールかほくに次いで、2か所目のイオンモールとなる。

## 概要
2017年（平成29年）3月24日に開業。イオンスタイル新小松を中核店舗とする。イオンモール新小松の商圏は、小松市と隣接する加賀市、イオンの店舗が出店していない福井県あわら市や坂井市などを想定している。
建物は地上3階建て、商業施設面積（総賃貸面積）は63,000㎡、かほく市に立地するイオンモールかほく(商業施設面積:67,000㎡)よりもやや小さい規模となっている。
当モールの周辺には、イオンリテールが運営するイオン小松店、平和堂が運営するアル・プラザ小松などの大型ショッピングセンターがある。

## 主なテナント
現在のテナントの詳細は、公式サイトのショップリストまたはフロアガイドを参照。
- イオンスタイル新小松（中核店舗）[12]
- H&M[5]
- ZARA（開業後にオープン）[5]
- イオンシネマ（小松市を含む南加賀地域では初めてとなるシネマコンプレックス）[6][12]
- スポーツオーソリティ[12]
- 楽市楽座[12]
- 小松食回廊（レストラン街） - 吹き抜け構造となっており、日本国内の商業施設では最大となるLED大型ビジョンが設置されている（開業時点）[11][17]。

## 開業の効果・影響
イオンモール新小松開業後イオンモールが調査したところによると、イオンの店舗がない福井県からの来客した自動車の割合は2割あったことが明らかになった。また、福井商工会議所が行ったアンケートによると、アンケート有効回答数の43.6%がイオンモール新小松に行ったことがあると回答した。福井県外への買い物の行き先では、金沢フォーラス（石川県金沢市）を抜き第1位となった。
その一方、福井県内の商業施設などではイオンモール新小松への顧客流出を危惧し、その対抗策として2017年7月には福井駅前の商店街とラブリーパートナーエルパが「対決型」のイベントを企画・開催。同年10月には、西武福井店、ラブリーパートナーエルパ、ショッピングシティベル、パリオCITYなどのライバル店同士が連携して「オールフクイ実行委員会」を結成。LINEを活用し情報発信を通じて顧客取り込みを試みる動きがある。

## 交通
公共交通機関（路線バス）
- 西日本旅客鉄道（JR西日本）北陸新幹線・IRいしかわ鉄道 IRいしかわ鉄道線 小松駅より小松市コミュニティバス（日本海観光バスに運行委託）市内循環線南コース（オレンジこまち）で「イオンモール新小松」バス停下車[21]。
- 小松駅より北鉄加賀バス各線（ハニベ線・麦口線・尾小屋線・大杉線）[22]で「沖」バス停下車、徒歩約5分。

シャトルバス
- 小松駅西口に位置し、公立小松大学（中央キャンパス）などが入居する「こまつアズスクエア」からシャトルバス（無料）が運行されている。ダイヤなどの詳細は、公式サイトの無料シャトルバスのご案内を参照。